# Hymenochaete rufomarginata
Hymenochaete rufomarginata är en svampart som beskrevs av Imazeki 1940. Hymenochaete rufomarginata ingår i släktet Hymenochaete och familjen Hymenochaetaceae.   Inga underarter finns listade i Catalogue of Life.